# Costa Brava
Costa Brava („Divoké pobřeží“) je pobřeží v Katalánsku ve Španělsku.
Jedná se o nejsevernější část španělského středomořského pobřeží, která končí až na hranicích s Francií. Toto pobřeží je 220 km dlouhé, střídají se zde písečné pláže s příkrými útesy. Jedná se o turisty nejvíce navštěvovanou oblast Španělska. Nejznámějšími městy pobřeží Costa Brava jsou Lloret de Mar, Blanes a Tossa de Mar.

## Sídla na Costa Brava
- Malgrat de Mar
- Santa Susanna
- Pineda de Mar
- Llafranc
- Tamariu
- Calella
- Cadaqués
- Palamós
- Roses
- Sant Antoni de Calonge
- Banyoles
- Tossa de Mar
- Sant Feliu de Guixols
- Begur
- Torroella de Montgri
- Platja d'Aro
- Figueres
- L'Estartit
- Pals
- S'Agaro
- Girona
- Avinyonet de Puigventós
- La Bisbal d'Emporda
- L'Escala
- Peralada
- Peratallada
- Sant Pere Pescador